# Encephalartos barteri
Encephalartos barteri es una especie de Cycadopsida del género Encephalartos, de la familia Zamiaceae, del orden Cycadales.

## Distribución
Encephalartos barteri se distribuye por Benin (Bergu), Ghana, Nigeria (Plateau) y Togo.

## Taxonomía
Fue descrita científicamente por Carruth. ex Miq. Fue publicado por primera vez en Carruth. ex Miq. In: Arch. Néerl. Sci. Exact. Nat. 3: 243. (1868).